# ینیچاغا
ینیچاغا (به ترکی استانبولی: Yeniçağa) یک منطقهٔ مسکونی در ترکیه است که در استان بولی واقع شده‌است.